# Deilephila fraterna
Deilephila fraterna är en fjärilsart som beskrevs av Butler 1875. Deilephila fraterna ingår i släktet Deilephila och familjen svärmare. Inga underarter finns listade i Catalogue of Life.